# Baltasar Maldonado
Baltasar Maldonado (Salamanca, Castilla, c. 1510 - Santafé de Bogotá, Nuevo Reino de Granada, 1552) fue un conquistador español que participó en la conquista de los muiscas, sirviendo inicialmente a las órdenes de Gonzalo Jiménez de Quesada y, posteriormente, en el ejército de Hernán Pérez de Quesada. Capitán que acompañó a Sebastián de Belalcázar en la conquista del Perú y Quito, y participó en la fundación de Cali y Popayán, que nombra a Tolima como límite de Ibagué.
También es considerado uno de los fundadores de Santafé de Bogotá, donde recibe el título de alguacil mayor de Santafé en reemplazo de Hernán Pérez de Quesada y en dicho cargo fue testigo de la fundación de Tunja, cuyo cabildo organizó el 18 de agosto de 1539.

## Biografía
Baltasar Maldonado nació alrededor de 1510 en Salamanca, España, en una familia de hidalgos. En su juventud fue paje del III Duque de Alba, Fernando Álvarez de Toledo. Era hijo de Francisco Maldonado, quien también sirvió bajo el mando del Duque de Alba en el gobierno de los Estados de Coria. Se casó con Leonor de Carvajal y Mendoza, con quien tuvo cuatro hijos: dos varones, Alfonso Maldonado y Carvajal y Alonso Maldonado, y dos mujeres, María Maldonado y Carvajal y Ana Maldonado de Carvajal. La hermana de su esposa, Leonor, contrajo matrimonio sucesivamente con Jorge Robledo, Pedro Briceño y Francisco Briceño, este último gobernador del reino y presidente de la Real Audiencia de Santafé.
En diciembre de 1539, derrotó al cacique Tundama, acabando con la resistencia muisca del norte. Luego, acompañó a Hernán Pérez de Quesada en la fallida búsqueda de El Dorado en los Llanos Orientales (1540), enfrentándose a indígenas y a las duras condiciones. Tras explorar Popayán y Cali, regresó a Bogotá, donde murió en 1552.

## Legado
Sus hazañas fueron relatadas por Juan de Castellanos y Juan Rodríguez Freyle en El Carnero.